# The Retreat (Женщина-Халк: Адвокат)
«The Retreat» (с англ. — «Ретрит») — седьмой эпизод американского сериала «Женщина-Халк: Адвокат» (2022), основанного на одноимённом персонаже комиксов Marvel. В этом эпизоде Дженнифер Уолтерс проводит день в ретритном центре Эмиля Блонски и начинает принимать себя как Женщину-Халка. Действие эпизода происходит в медиафраншизе «Кинематографическая вселенная Marvel» (КВМ), разделяя преемственность с фильмами франшизы. Сценаристом выступил Зеб Уэллс, а режиссёром — Ану Валиа.
Татьяна Маслани исполняет роль Дженнифер Уолтерс / Женщины-Халка; в эпизоде также сыграли Джинджер Гонзага и Тим Рот (Блонски). Валиа присоединилась в декабре 2020 года, чтобы стать режиссёром нескольких эпизодов сериала.
Эпизод «Ретрит» был выпущен на Disney+ 29 сентября 2022 года.

## Сюжет
Дженнифер Уолтерс ходит на свидания с Джошем, парнем, с которым она познакомилась на свадьбе своей подруги. В пятницу, после третьего свидания и первой совместной ночи, Джош перестал отвечать на сообщения, что очень разочаровывает Дженнифер. Она постоянно проверяет уведомления в надежде получить сообщение от Джоша.
В воскресенье, спустя 3 дня, Чак Донелан, офицер по условно-досрочному освобождению Эмиля Блонски, звонит Уолтерс и сообщает ей, что ингибитор, который не даёт Блонски превратиться в Мерзость, сломан. Донелан просит Уолтерс поехать с ним в ретритный центр Блонски, чтобы починить ингибитор.
Приехав, Донелан чинит ингибитор Блонски и уезжает. Уолтерс также собирается уехать, однако Человек-бык и Эль Агила случайно ломают её машину в процессе драки, из-за чего Дженнифер приходится остаться у Эмиля, так как эвакуатор приедет только к вечеру.
В попытке найти сеть Уолтерс попадает в сарай, где застаёт Блонски, Человека-быка, Эль Агилу, Дикобраза и Сарацина на сеансе групповой психотерапии. Неожиданно заходит Крушитель, который ранее с другими парнями напал на Дженнифер. Уолтерс превращается в Женщину-Халка и нападает на Крушителя, однако Блонски просит её успокоиться и присоединиться вместе с Крушителем к сеансу. Уолтерс рассказывает про Джоша. Группа приходит к выводу, что ей лучше проводить время не как Женщина-Халк, а как Дженнифер. Уолтерс также удаляет контакты Джоша и отпускает свои чувства к нему. Дженнифер прощается со всеми и уезжает на эвакуаторе.
Во флешбэке, после того, как Дженнифер и Джош переспали 3 дня назад, Джош тайно копирует данные со смартфона Уолтерс и крадёт образец её крови, отправив сообщение человеку по имени «Король Халк» (англ. HulkKing).

## Производство

### Разработка
В августе 2019 года студия Marvel Studios объявила, что «Женщина-Халк: Адвокат» разрабатывается для стримингового сервиса Disney+. К декабрю 2020 года Ану Валиа была нанята режиссёром трёх эпизодов сериала, включая седьмой. В число исполнительных продюсеров, помимо главного режиссёра Кэт Койро и главного сценариста Джессики Гао, входят Кевин Файги, Луис Д’Эспозито, Виктория Алонсо и Брэд Уиндербаум. Седьмой эпизод, «The Retreat» (с англ. — «Ретрит»), был написан Зебом Уэллсом и вышел на Disney+ 29 сентября 2022 года.

### Сценарий
Джессика Гао описала ретритный центр Эмиля Блонски как «своего рода реабилитационный центр… и психотерапевтический круг» для малоизвестных злодеев, среди которых были Крушитель, Человек-бык, Эль Агила, Сарацин и Дикобраз. Гао назвала их «странными персонажами», которые «имеют достаточно странную специфику». Также рассматривался ряд других персонажей, таких как Стилтмэн, Матадор и Варнае. Дикобраз был включён в проект с самого начала: создатели были в восторге от его внешнего вида в комиксах и полагали, что его появление положительно скажется на сериале. Валиа добавила, что теоретический круг во втором акте эпизода «сильно отличается от того, что вы привыкли видеть» в проектах Кинематографической вселенной Marvel.

### Кастинг
В эпизоде снялись Татьяна Маслани в роли Дженнифер Уолтерс / Женщины-Халка, Джинджер Гонзага в роли Никки Рамос и Тим Рот в роли Эмиля Блонски. Также снялись Ник Гомес в роли Крушителя, Джастин Итон в роли Громобоя:30:27, Тревор Сэлтер в роли Джоша Миллера, Нэйтан Хёрд в роли Человека-быка, Джозеф Кастилло-Мидиетт в роли Эль Агилы, Терренс Клоу в роли Сарацина, Джон Пирруччелло в роли Чака Донелана и Джордан Аарон Форд в роли Дикобраза.

### Съёмки и визуальные эффекты
Съёмки проходили на студии Trilith Studios в Атланте (Джорджия), режиссёром эпизода выступила Ану Валиа, а оператором — Даг Чемберлен:1. Говоря о начале эпизода, где Уолтерс и Миллер идут на свидание, Валиа объяснила, что пыталась передать «волнение [от того, что] это может стать чем-то» между ними и показать «тонкость свиданий и то, насколько вы уязвимы, когда с кем-то встречаетесь». Все элементы монтажа снимались в течение нескольких дней, при этом Валиа старалась «не усложнять» материал. В сцене, где Татьяна Маслани и Тревор Сэлтер едут в машине, Валиа была на заднем сиденье, чтобы снять их; в результате таких съёмок Валиа, которая также режиссировала инди-фильмы, почувствовала, что «мы снимали другой фильм или что-то в этом роде». Она добавила, что съёмки конца эпизода, где показано, как Миллер фотографирует спящую Уолтерс в постели, были «невероятно неудобными».
Визуальные эффекты были созданы компаниями Digital Domain, Wylie Co., Trixter, Cantina Creative, FuseFX, SDFX Studio, Capital T, Keep Me Posted и Lightstage:31:35–31:56.

### Музыка
В эпизоде звучат следующие песни: «Now I’m in It» группы Haim, «MMMBop» группы Hanson, «Peppers and Onion» певицы Тиеры Вок:32:08 и «IDGAF» певицы Дуа Липы.

## Маркетинг
В эпизод включён QR-код, позволяющий зрителям получить доступ к бесплатной цифровой копии комикса Tales to Astonish #48, в котором впервые появился Дикобраз. После премьеры эпизода Marvel объявила о выпуске товаров, вдохновлённых эпизодом, в рамках еженедельной акции «Marvel Must Haves» для каждого эпизода сериала, включая ожерелья, футболки и прочие аксессуары.

## Реакция

### Зрители
Согласно данным фирмы Nielsen Media Research, которая измеряет количество минут, просмотренных американской аудиторией, сериал «Женщина-Халк: Адвокат» стал девятым самым просматриваемым оригинальным сериалом на потоковых сервисах за неделю с 26 сентября по 2 октября 2022 года, с 396 млн просмотренных минут.

### Критики
Арезу Амин из Collider дала эпизоду оценку «C+» и была шокирована финальной сценой. Фэй Уотсон из GamesRadar поставила эпизоду 4 звезды из 5 и назвала его «лучшим эпизодом сериалов Marvel благодаря отличной центральной концепции». Бен Шерлок из Game Rant вручил серии такую же оценку и подчеркнул, что «сценарий Зеба Уэллса имеет один из самых острых сюжетов в сериале».

## Комментарии
1. ↑  Как показано в серии «Народ против Эмиля Блонски».